# Vicente Boric
Vicente Boric Crnosija (1907 – 1986) fue un escritor, profesor, empresario y dirigente deportivo chileno de origen croata de Punta Arenas.
Estudio en el Colegio Salesiano "San José" de Punta Arenas donde realizó humanidades. Posteriormente se convertiría en profesor dando clases en el mismo colegio, y después por Argentina. Al regresar a su tierra natal fundaría la Librería "Santa Teresita" y "Colon".
Fue dirigente de grupos como Acción Católica de Magallanes, Club Católico de Magallanes y Deportivo Sokol entre 1945 a 1948 y 1950 a 1951. Junto con esto fue designado dos veces como regidor por el Partido Regionalista de Magallanes.
En 1984, publicó una colección de escenas en prosa con estilo costumbrista. En ese trabajo, describió la vida de la comunidad croata de emigrantes del sur de Chile.

## Obras
- Borić, Vicente (1984). Puñado de recuerdos. Punta Arenas: Talleres Gráficos Juan Buvinic. OCLC 1318203833.